# Eurowizja (sieć telewizyjna)
Sieć telewizyjna Eurowizji, ang. Eurovision Network – należąca do Europejskiej Unii Nadawców (EBU) sieć infrastruktury do przesyłu sygnału telewizyjnego między krajami członkowskimi tej organizacji a także do innych krajów świata.
Oficjalne narodziny sieci telewizyjnej Eurovision datuje transmisja telewizyjna Festiwalu Narcyzów ze szwajcarskiego miasta Montreux, 6 czerwca 1954 roku. Pierwotnie sieć Eurovision opierała się na naziemnej sieci przesyłowej, obecnie używa się niemal wyłącznie przesyłu satelitarnego.